# Rue Honoré-Reille
La rue Honoré-Reille (en occitan : carrièra Onorat Reille) est une voie de Toulouse, chef-lieu de la région Occitanie, dans le Midi de la France.

## Situation et accès

### Description
La rue Honoré-Reille est une voie publique. Elle se trouve dans le quartier de Marengo-Jolimont, dans le secteur 4 - Est.
Elle naît perpendiculairement à l'avenue de la Colonne. Dans sa première partie, longue de 163 mètres et orientée au nord, elle longe à droite le jardin Charles-Gaspard, puis l'école maternelle Reille-Monge, recevant à gauche les rues du Couvent, Boubée et Blaja. Elle oblique ensuite légèrement à l'est, rencontrant les rues Montcabrier, Peyte et Calvet, pour aboutir 88 mètres plus loin à un carrefour qui se forme au croisement de la rue du Dix-Avril et de la rue Garipuy, face à l'église Saint-Sylve. Elle se prolonge au nord sur 141 mètres et se termine au carrefour de la rue Félix-Lavit.
La chaussée compte une seule voie de circulation, en sens unique entre l'avenue de la Colonne et la rue Montcabrier, et à double-sens sur le reste du parcours jusqu'à la rue Félix-Lavit. Elle appartient à une zone 30 et la vitesse y est limitée à 30 km/h. Il n'existe ni bande, ni piste cyclable, quoiqu'elle soit à double-sens cyclable.

### Voies rencontrées
La rue Honoré-Reille rencontre les voies suivantes, dans l'ordre des numéros croissants (« g » indique que la rue se situe à gauche, « d » à droite) :
1. Avenue de la Colonne
2. Rue du Couvent (g)
3. Rue Boubée (g)
4. Rue Blaja (g)
5. Rue Montcabrier
6. Rue Peyte (g)
7. Rue Calvet (d)
8. Rue Montcabrier (g)
9. Rue du Dix-Avril
10. Rue Garipuy (g)
11. Rue Félix-Lavit

## Odonymie

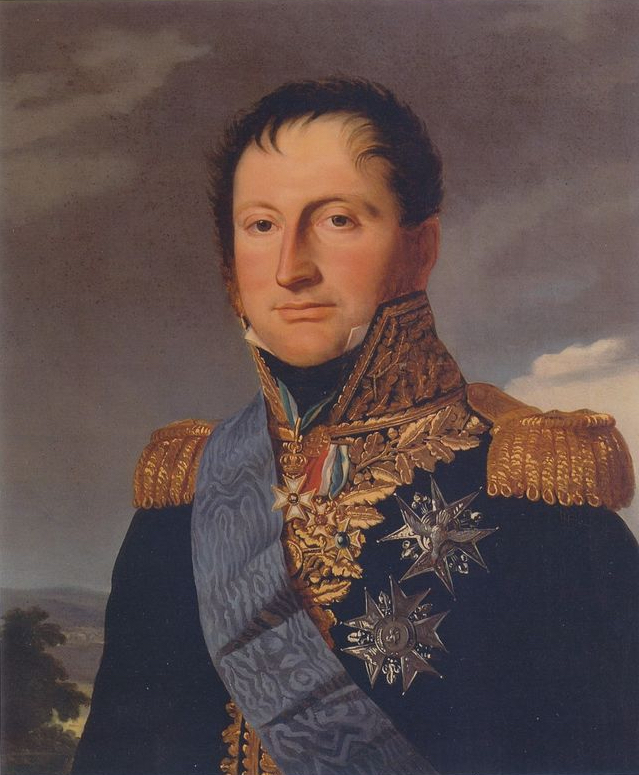
Portrait d'Honoré Reille.

La rue a été nommée en hommage à Honoré Reille (1775-1860). Originaire d'Antibes, il est général de la Révolution et de l'Empire. Il combat en 1792 dans les Pays-Bas, en 1793 à Toulon, l'année suivante en Italie. Il participe en 1805 à la bataille d'Austerlitz, en 1806 à Iéna, en 1809 à Wagram. En 1809, il est envoyé en Espagne et en 1814 il fait partie des troupes qui se replient en France : le 10 avril, à la bataille de Toulouse, il commande les 4e et 5e divisions chargées de tenir les retranchements du faubourg Saint-Cyprien. Fait comte d'Empire par Napoléon Ier, Louis-Philippe l'élève à la dignité de maréchal en 1847.
En 1862, la rue était désignée comme le chemin – ou la rue – des Braves, en l'honneur des soldats de la bataille de 1814 : la « Colonne », élevée en leur mémoire au sommet de la colline du Calvinet entre 1835 et 1839, porte d'ailleurs une inscription « Aux braves morts pour la patrie ». En 1878, comme on avait aussi donné à une voie du quartier des Fontaines le nom de rue des Braves, on attribua à celle de Marengo, qui comptait déjà de nombreux noms liés à la bataille, celui d'Honoré Reille.

## Patrimoine et lieux d'intérêt

### Établissements scolaires
- no  1 : école et collège privés Sainte-Marie des Ursulines. 
En 1868, l'abbé Bernard Calvet, directeur du grand séminaire et curé de la paroisse Saint-Sylve, souhaite la création d'une école pour les enfants du quartier. Il fait appel à la congrégation des ursulines du couvent de Malet, près de Saint-Côme-d'Olt (Aveyron) : un terrain à l'angle de l'avenue de la Colonne est loué, puis acheté en 1869 par les religieuses. Le bâtiment principal, sur la rue du Couvent, est achevé l'année suivante. L'école se développe avec la création d'un cours complémentaire pour préparer le brevet élémentaire. En 1944, un cours secondaire est créé mais, à la suite de la réforme scolaire de 1969, seules sont conservées les classes du collège[4]. Les bâtiments sont profondément rénovés et transformés entre 2004 et 2008[5],[6].

- no  4 bis : école maternelle publique Reille-Monge. 
L'école maternelle Reille-Monge est construite entre 2001 et 2002, dans le cadre de la restructuration du groupe scolaire Monge (actuel no 8 rue Soult) : les bâtiments de l'école maternelle (actuel no 12 rue Soult) ayant été dévolus à l'école élémentaire, une nouvelle école maternelle est élevée sur un terrain communal occupé par des réservoirs d'eau abandonnés, ainsi que d'une maison, entre les rues Honoré-Reille et Montcabrier[7],[8].

### Maisons

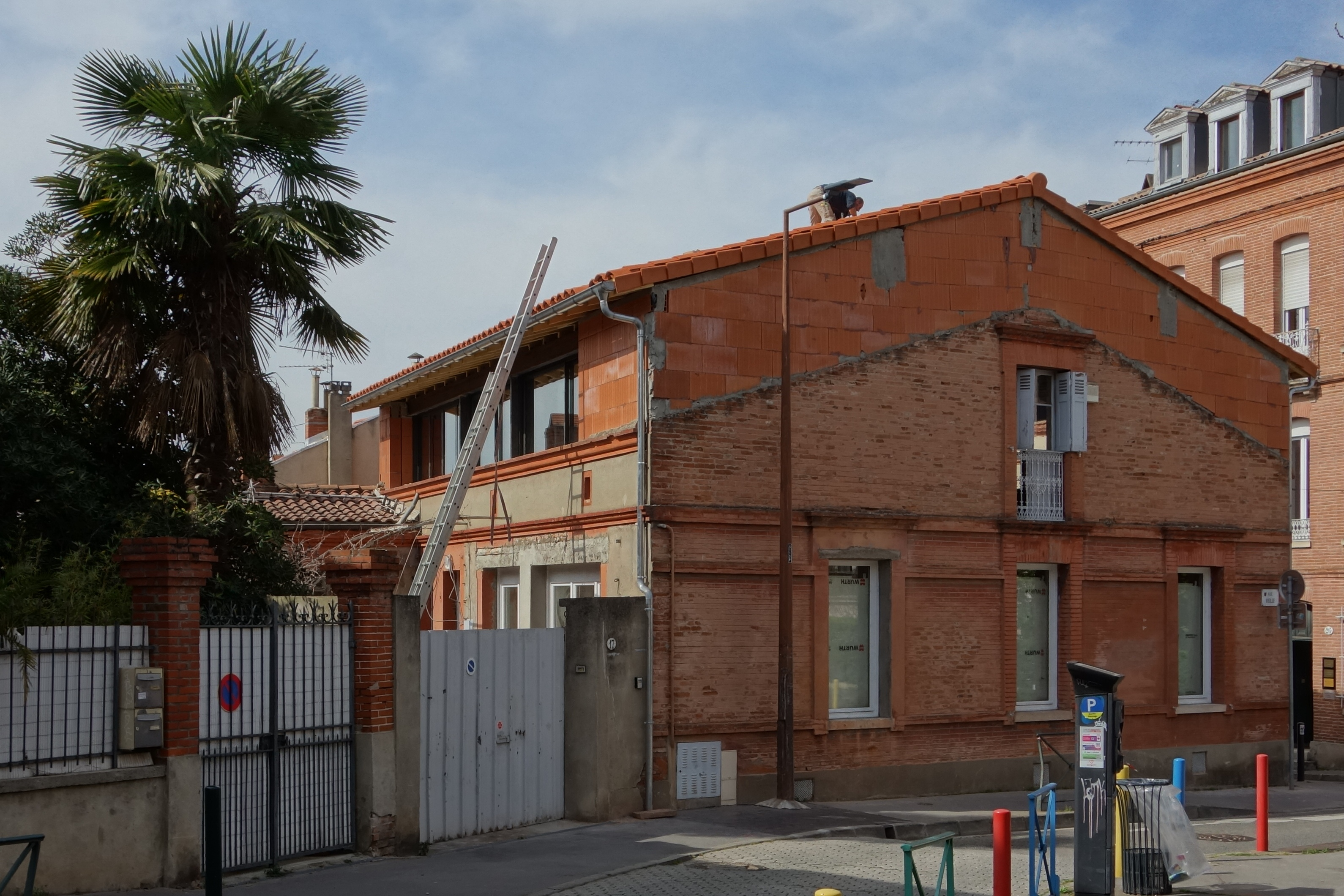
no 17 : maison toulousaine.

- no  6 : maison. 
La maison est construite dans la deuxième moitié du XIXe siècle pour servir de presbytère à l'église Saint-Sylve. Elle s'élève à l'angle de la rue Honoré-Reille et de la rue Calvet. De type toulousaine, elle est bâtie en assises alternées de brique et de galets. La porte piétonne est surmontée d'une niche qui abrite une statue de la Vierge. Le sous-sol semi enterré et le rez-de-chaussée surélevé sont éclairés par des fenêtres rectangulaires. L'élévation est couronnée d'une corniche moulurée à denticules[9].

- no  13 : maison (1913)[10].
- no  17 : maison toulousaine (1912)[11].
- no  29 : maison toulousaine (1912)[12].

### Jardin Charles-Gaspard
Le jardin Charles-Gaspard est aménagé en 2002, en même temps que la nouvelle école maternelle Reille-Monge (actuel no 4 bis), à l'emplacement des anciens réservoirs. Il occupe un espace de 2 290 m² laissé libre à l'angle de l'avenue de la Colonne, et accessible également depuis la rue Montcabrier (actuel no 25 bis). Il compte une aire de jeux pour enfants.
En 2007, il est nommé d'après Charles Gaspard (1925-2006), historien local qui habitait la rue Saint-Sylve,.